# Epiluperodes ryukyuana
Epiluperodes ryukyuana es una especie de insecto coleóptero de la familia Chrysomelidae.
Fue descrita científicamente en 1966 por Kimoto & Gressitt.